# Fernsehduell
Fernsehduelle (auch TV-Duelle) sind spezielle Wahldebatten im Fernsehen, bei denen zwei Spitzenkandidaten für hohe politische Ämter antreten. Sogenannte TV-Duelle sind Übernahmen der US-amerikanischen Wahlkampfdebatten, die eine lange, ursprünglich akademische Tradition haben und nicht primär in Fernsehstudios stattfinden.

## Fernsehduelle in den USA
In den Vereinigten Staaten fand die erste Debatte zwischen zwei Präsidentschaftskandidaten lange vor Erfindung des Fernsehens statt. 1858 debattierten die damaligen Kandidaten für den Senat der Vereinigten Staaten von Illinois Abraham Lincoln und Stephen A. Douglas sieben Mal über ein einziges Thema: die Zukunft der Sklaverei in den Vereinigten Staaten. Einem 60-minütigen Redeblock folgten eine 90-minütige Antwort und eine 30-minütige Zusammenfassung. Durch dieses Debattenformat hatten die Kandidaten die Möglichkeit, ihre Sachpositionen ausreichend lange darzustellen. Die erste im Rundfunk übertragene Wahlkampfdebatte fand 1948 statt: Die beiden republikanischen Kandidaten Harold Stassen und Thomas E. Dewey debattierten über ein Verbot der Kommunistischen Partei. 1956 schließlich übertrug das Fernsehen die erste Wahlkampfdebatte. Die beiden demokratischen Kandidaten Adlai Stevenson und Estes Kefauver standen einander im Rahmen der Vorwahlen gegenüber.

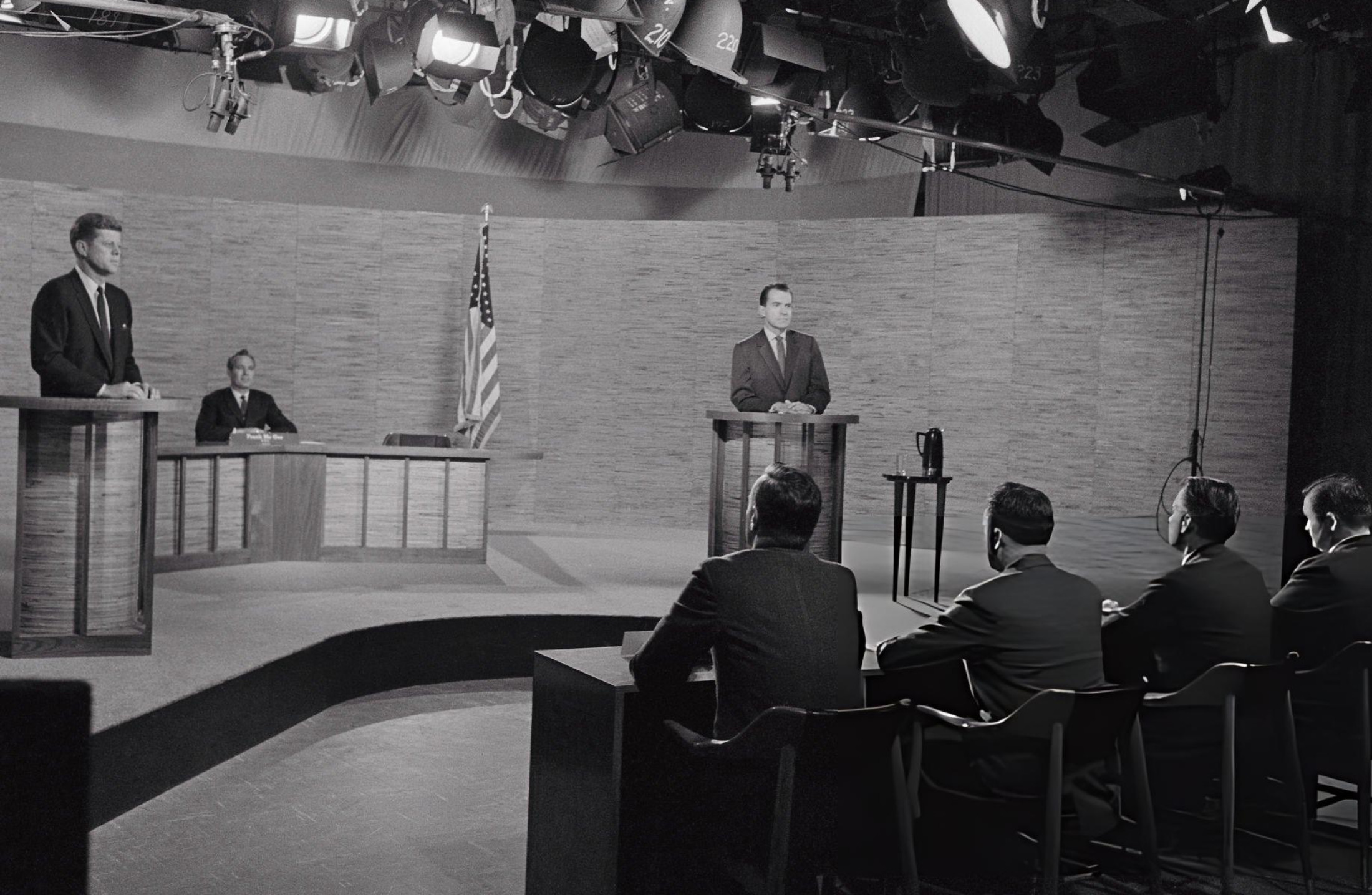
John F. Kennedy und Richard Nixon, 1960

Die eigentliche Geschichte der US-amerikanischen Fernsehdebatten begann erst im Präsidentschaftswahlkampf 1960 mit der ersten Präsidentschaftsdebatte zwischen dem republikanischen Vizepräsidenten Richard Nixon und seinem demokratischen Kontrahenten John F. Kennedy. Am 26. September 1960 standen einander Nixon und Kennedy in der ersten von vier einstündigen Debatten in einem CBS-Studio in Chicago gegenüber. Um dieses erste von vier Duellen ranken sich Mythen wie um keine weitere Fernsehdebatte danach. Nixon war der Favorit, doch hatte er einen längeren Krankenhausaufenthalt hinter sich, bei dem er fast 14 kg abgenommen hatte. Von unzähligen Wahlkampfterminen gehetzt, traf er blass und kränklich im Studio ein. Zudem war er schlecht rasiert. Weil der sonnengebräunte Kennedy nicht geschminkt werden wollte, verzichtete auch Nixon auf einen Maskenbildner. In der Debatte versagte ihm häufig die Stimme. Während Kennedy in die Kamera blickte und so das Publikum vor dem Fernseher direkt ansprach, wendete sich Nixon an Kennedy, als wolle er ihn überzeugen. Nixon verlor das Duell und später auch die Wahl.
Damit war der politische Mythos vom wahlentscheidenden Fernsehduell geboren, in dem es mehr auf Äußerlichkeiten als auf Inhalte ankomme. Daneben verblasste, dass noch drei weitere Debatten stattfanden, von denen eine im Split-Screen-Verfahren übertragen wurde, weil die beiden Kandidaten nicht im selben Studio sein konnten. Ebenso blieben kaum deren Inhalte im Gedächtnis sowie der sich bereits vor den Duellen abzeichnende langfristige Trend zugunsten der Demokraten. Der Einfluss der Nachberichterstattung in den Medien, die nach dem Duell wenig anderes thematisierten als Nixons schlechtes Aussehen, wird kaum diskutiert. Zur Bestätigung der starken Bedeutung der Fernsehbilder werden stattdessen immer wieder Umfrageergebnisse angeführt, nach denen Nixon die Debatte bei denjenigen, die sie im Radio verfolgt haben, gewonnen hätte. Dies ist aber nach genauerer Analyse kaum belegbar. Auch eine aktuelle Studie für das deutsche TV-Duell 2005 zeigt, dass die Auswirkungen visueller Elemente in TV-Duellen stark überschätzt werden.

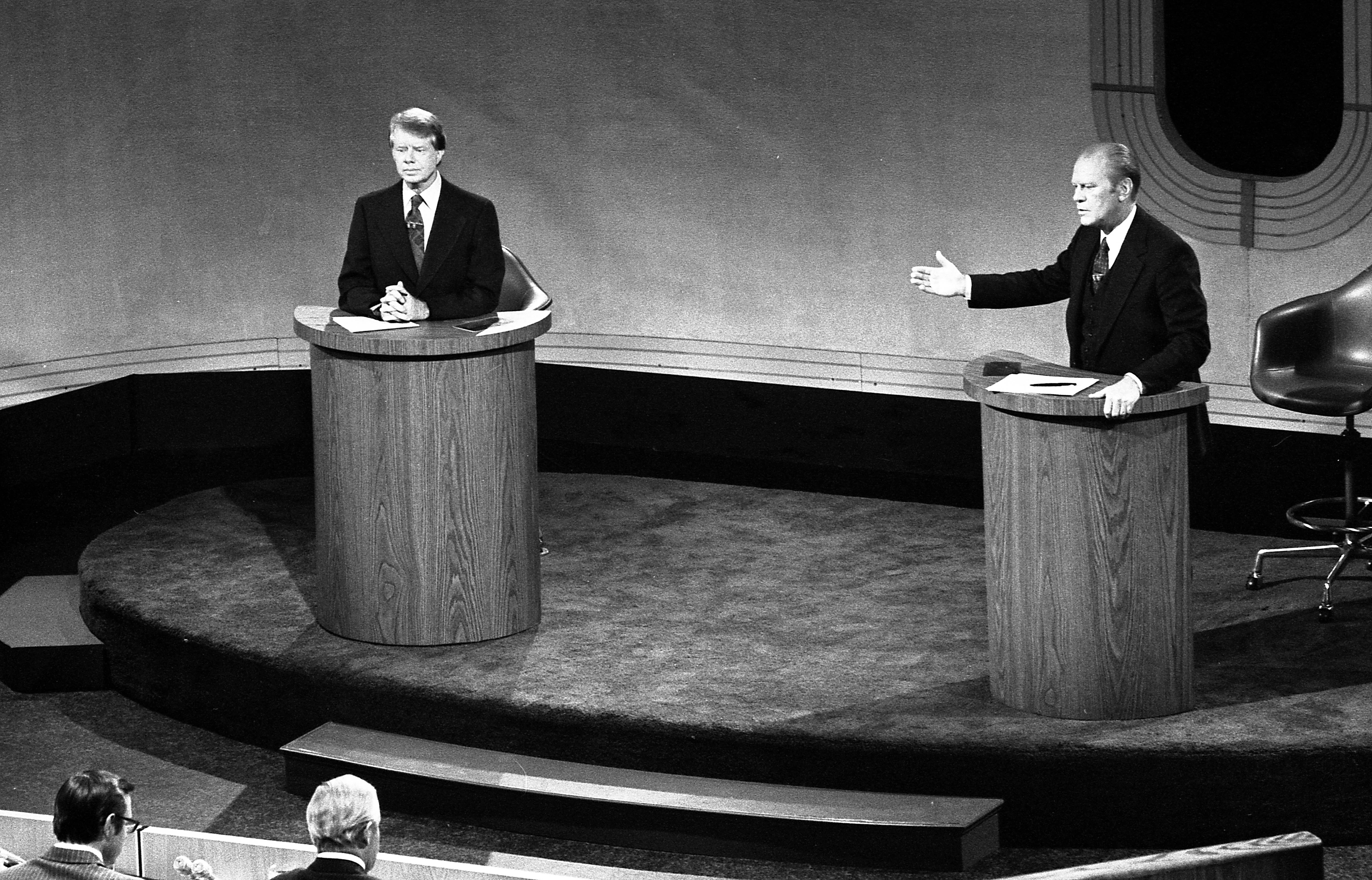
Carter und Ford, 1976

Erst 1976 kam es zum zweiten Mal zu einer Wahlkampfdebatte der Präsidentschaftskandidaten. Zuvor hatte sich jeweils mindestens einer der Kandidaten aus unterschiedlichen Gründen geweigert, an einer Debatte teilzunehmen. Gerald Ford hat den Wahlkampf 1976 gegen Jimmy Carter der Legende nach vor allem deshalb verloren, weil er in der zweiten von drei Debatten – es ging um Außenpolitik – einen verhängnisvollen Fehler beging. Ford sagte zunächst über die Rolle der Sowjetunion in Osteuropa: „There is no Soviet domination of Eastern Europe, and there never will be under a Ford Administration.“ Auch auf mehrmaliges Nachfragen blieb er bei der Ansicht, Osteuropa sei nicht von der Sowjetunion dominiert. Die Zuschauer hatten den Fehler während der Debatte überhaupt nicht bemerkt. Erst als ihn tags darauf die Massenmedien thematisierten, erklärten die Zuschauer Ford zum Verlierer der Debatte. Die erste der drei Debatten 1976 gilt zudem als Geburtsstunde der so genannten „Instant Analysis“, der unmittelbaren Analyse der Stärken und Schwächen im Auftreten der Kandidaten durch die Fernsehkommentatoren. Zuvor hatten die Journalisten Bedenken, ob eine solche Einmischung in die Urteilsbildung der Zuschauer angemessen sei. Mitten in der Debatte kam es in dem Theater, aus dem sie übertragen wurde, zu einem 27-minütigen Tonausfall, den die Fernsehkommentatoren spontan nutzten, um über das Auftreten der Kandidaten zu diskutieren. Sie führten auch Gespräche mit ihren Beratern (sog. Spin-Doctor). In den folgenden Jahren wurden solche Analysen unmittelbar nach dem Ende der Debatten selbstverständlich.
Nach dem Wahlkampf 1976 institutionalisierten sich die Debatten so, dass sich in der Folgezeit kein Präsidentschaftskandidat mehr weigern konnte teilzunehmen. 1980 und 1992 wurden aus den Duellen Dreikämpfe.
1980 trat der Herausforderer und spätere Wahlsieger Ronald Reagan in einer ersten Debatte gegen den unabhängigen Kandidaten John B. Anderson an, weil sich Amtsinhaber Jimmy Carter weigerte, an einer Debatte mit Anderson teilzunehmen. In der zweiten Debatte trat Reagan allein gegen Carter an. 1992 nahm mit Ross Perot erneut ein unabhängiger Kandidat teil, weil seine Kampagne als „von nationalem Interesse“ eingeschätzt wurde; eine Regelung, nach der nur Kandidaten teilnehmen dürfen, die laut Umfragen mindestens 15 Prozent der Wähler für sich gewinnen können, war zuvor abgeschafft worden. Perot nahm an allen drei Debatten teil, die der Legende zufolge unter anderem entschied, dass Bush während einer Debatte auf seine Armbanduhr sah.
Ab 1960 hatten die großen Fernsehanstalten die ersten Präsidentschaftsdebatten organisiert; ab 1976 übernahmen unabhängige Kommissionen die Organisation: bis einschließlich 1984 die League of Women Voters, ab 1988 die Commission on Presidential Debates. Sie legten auch die Debatten-Formate fest, die zum Teil erheblich variierten. Die Zahl der Debatten schwankte in den jeweiligen Wahljahren zwischen zwei und vier. Bis auf die Debatten 1960 und die erste Debatte 1980 (60 Minuten) betrug die Debattenlänge jeweils 90 Minuten. Die Kandidaten hatten zwischen drei Minuten (in der Anfangszeit) und 90 Sekunden (seit 1996) Zeit, eine Frage zu beantworten. Der jeweils andere Kandidat hatte in der Regel zwischen einer und zwei Minuten für eine Entgegnung. Seit 1976 haben die Kandidaten die Gelegenheit für ein zwischen zwei und vier Minuten langes Schlusswort. Bis 1992 war es fast immer so, dass neben dem Moderator eine Gruppe von drei bis sechs Journalisten anwesend war, die ebenfalls fragen durften. In zwei Debatten – der jeweils zweiten 1992 und 1996 – wurde das so genannte Townhall-Format angewandt, in dem auch eine Gruppe von unentschlossenen Wählern den Kandidaten Fragen stellen. Weil die Kandidaten in allen jemals bei US-Präsidentschaftswahlen angewandten Formaten lediglich antworteten, aber nie miteinander diskutierten, bezweifelten einige Beobachter, dass man sie überhaupt Debatten nennen könne. Sie wurden deshalb auch häufig „double public press conference“ („doppelte öffentliche Pressekonferenz“) oder „joint press conference“ („gemeinsame Pressekonferenz“) genannt.
Vor der Präsidentschaftswahl 2012 – Obama kandidierte zur Wiederwahl; sein Gegenkandidat war Mitt Romney – gab es drei TV-Debatten.

## Fernsehduelle in der EU
Zur Wahl des EU-Parlaments 2014 fanden mehrere Fernsehduelle der Spitzenkandidaten zum Kommissionspräsidenten der Europäischen Union statt. Dabei gab es sowohl Duelle der Kandidaten der beiden großen Parteien EVP und SPE wie auch Runden, an denen die Spitzenkandidaten aller Parteien teilnahmen.

## Fernsehduelle in Deutschland

### Formate mit mehr als zwei Hauptpersonen vor 2002
Bereits der damalige Vizekanzler und Kanzlerkandidat der SPD, Willy Brandt forderte vor der Bundestagswahl 1969 den Amtsinhaber Kurt Georg Kiesinger (CDU) zu einer Fernsehdebatte nach US-amerikanischem Vorbild, jedoch mit mehr Teilnehmern, heraus, die innerhalb der ZDF-Reihe Journalisten fragen – Politiker antworten laufen sollte. Kiesinger lehnte jedoch ab, auch das ZDF wollte ein solches Duell nicht. Kiesinger sprach sich überdies gegen eine Runde mit allen Spitzenpolitikern aus: „Es steht dem Kanzler der Bundesrepublik nicht gut an, sich auf ein Stühlchen zu setzen und zu warten, bis ihm das Wort erteilt wird.“ Im letzten Moment musste er wegen des öffentlichen Drucks einlenken. Das Format bestand im Wesentlichen aus zuvor abgesprochenen Fragen, die sich jeweils an einen der vier Teilnehmer richteten.
Vor der Bundestagswahl 1972 wiederholte sich die Diskussion um die Zahl der Teilnehmer mit umgekehrten Vorzeichen. Brandt, mittlerweile Kanzler, lehnte den Vorschlag der Union zu einem Fernsehduell mit Herausforderer Barzel ab. Er begründete, es gehe nicht um eine Kanzlerwahl, sondern um eine Bundestagswahl. Stattdessen gab es eine sogenannte Elefantenrunde mit den Kanzler- und Spitzenkandidaten der im Bundestag vertretenen Parteien unter dem Titel „Drei Tage vor der Wahl“. Die Sendungen wurden jeweils am Donnerstagabend vor der Wahl in ARD und ZDF live ausgestrahlt und zeitgleich von den Nachrichtenprogrammen im Hörfunk übernommen. Damit wurde eine Tradition begründet, die bis zur Bundestagswahl 1987 beibehalten wurde.
Vor der Bundestagswahl 1976 forderte Helmut Kohl (CDU) den Amtsinhaber Helmut Schmidt (SPD) heraus. Dieser lehnte jedoch ab.
Zur Bundestagswahl 1980 war ein TV-Duell erneut im Gespräch. Eine Mehrheit der Bürger war laut einer Umfrage von Emnid dagegen. Erneut war die Partei des Herausforderers CDU/CSU (Kandidat: Franz Josef Strauß) für ein TV-Duell, die Partei des Amtsinhabers Helmut Schmidt (SPD) dagegen.
Ab der Bundestagswahl 1990 erklärte sich der amtierende Bundeskanzler Helmut Kohl nicht mehr dazu bereit, an den Elefantenrunden teilzunehmen, die bis dahin wenige Tage vor den Wahlen stattfanden. Damit kam es im Fernsehen auch in dieser Form nicht mehr zu direkten Begegnungen zwischen dem Amtsinhaber und dem Kanzlerkandidaten der größten Oppositionspartei.
Zum ersten Fernsehduell in einem deutschen Wahlkampf kam es vor der Bürgerschaftswahl in Hamburg 1997 zwischen Amtsinhaber Henning Voscherau (SPD) und Herausforderer Ole von Beust (CDU).
1998 debattierten Ministerpräsident Gerhard Schröder und sein Herausforderer Christian Wulff im niedersächsischen Landtagswahlkampf. Beide Debatten wurden von N3 übertragen. Wulff erklärte seine Niederlage Jahre später vor allem damit, dass er – anders als Schröder – zu häufig den Moderator angesehen und zu selten in die Kamera geblickt habe. Beim Fernsehduell gegen Schröders Nachfolger Sigmar Gabriel fünf Jahre später galt er als Sieger.
Bei der Bundestagswahl 1998 forderte Schröder, mit der positiven Erfahrung aus dem niedersächsischen Duell im Rücken, Amtsinhaber Kohl zum Fernsehduell heraus. Kohl lehnte ab.
In der beschriebenen Zeit gab es zusätzlich Wochen oder Monate vor den Bundestagswahlen immer wieder Fernsehdebatten, an denen teilweise die Spitzenkandidaten oder andere führende Vertreter bzw. Fachpolitiker der im Bundestag vertretenen Parteien beteiligt waren.

### Bundestagswahl 2002
So kam es erst vor der Bundestagswahl 2002 zu den ersten beiden echten Kanzlerduellen zwischen dem Bundeskanzler Gerhard Schröder und dem bayerischen Ministerpräsidenten Edmund Stoiber. Das erste (am 25. August) wurde von RTL und Sat.1 übertragen (wobei RTL eine deutlich höhere Einschaltquote verzeichnete) und erreichte 14,98 Millionen Zuschauer, das zweite (am 8. September) vom Ersten und dem ZDF (wobei mehr Zuschauer Das Erste einschalteten) wurde von 15,26 Millionen Menschen gesehen. Das erste Fernsehduell wurde von Peter Limbourg und Peter Kloeppel moderiert, das zweite von Sabine Christiansen und Maybrit Illner.
Mit den Kandidaten einigte man sich in der ersten Sendung auf folgende Regeln: Jeder der Kandidaten bekam auf eine Einstiegsfrage zu einem Themenkomplex 90 Sekunden Zeit zur Antwort, die Moderatoren bis zu viermal Gelegenheit zum Nachfragen, innerhalb von 60 Sekunden musste die Frage beantwortet werden. Zeitüberziehungen wurde am Bildschirm angezeigt und die überzogene Zeit beider insgesamt gemessen. Danach folgte einstündig Das TV-Duell – Die Analyse, moderiert von Dieter Kronzucker und Astrid Frohloff. Gäste waren Renate Köcher, Lothar Späth, Manfred Stolpe und Olaf Henkel.
Beide Duelle wurden insgesamt als interessant und den Wahlkampf bereichernd bewertet; auch eine Fortführung der Idee wurde befürwortet. Allerdings war die Mehrheit der Zuschauer der Meinung, dass keine neuen Informationen vermittelt worden seien.
2002 kam es neben den TV-Duellen zu mehreren Fernsehdebatten.

### Bundestagswahl 2005

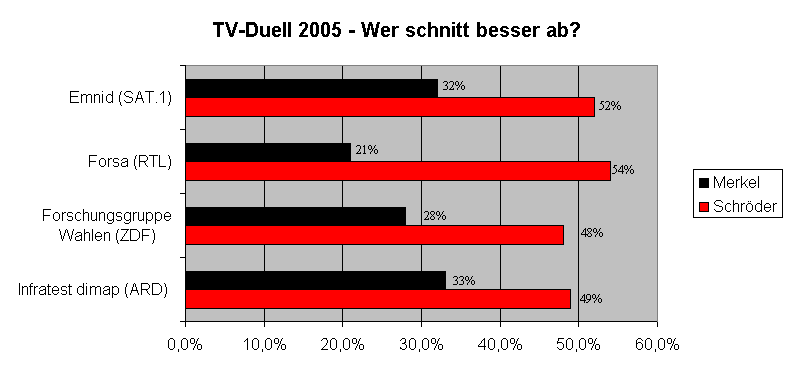
Umfrageergebnisse zum TV-Duell 2005

Bei der nachfolgenden Bundestagswahl am 18. September 2005 sollte es nach Willen des bisherigen Amtsinhabers Gerhard Schröder erneut zu zwei Fernsehduellen kommen, wobei Herausforderin Angela Merkel zum Ausdruck brachte, aufgrund von terminlichen Problemen nur an einem teilnehmen zu können. Schröder warf Merkel daraufhin vor, angebliche Terminprobleme nur vorzuschieben aus Angst, sie könnte von den Fernsehzuschauern als die Kanzlerkandidatin mit der schlechteren Politik entlarvt werden. In Verhandlungen zwischen Schröder, Merkel und den Fernsehanstalten einigte man sich schließlich doch auf nur ein Kanzlerduell, für das aus mehreren Terminen der 4. September ausgewählt wurde. An diesem Datum fand das Streitgespräch zwischen 20:30 Uhr und 22:00 Uhr statt. Es wurde von fünf Fernsehsendern (Das Erste, ZDF, RTL, Sat.1 und Phoenix) live übertragen und war auf mehreren Radiosendern (u. a. im Deutschlandfunk) zu verfolgen. Die Fragen stellten Sabine Christiansen (Das Erste), Maybrit Illner (ZDF), Peter Kloeppel (RTL) und Thomas Kausch (Sat.1). Diese Sendung erreichte mit 20,98 Millionen Zuschauern die bisher höchste Einschaltquote aller TV-Duelle.
Nach Meinung eines kleinen Teils der Presse konnte Angela Merkel das Duell für sich entscheiden, andere Leitartikler und vor allem die Meinungsumfragen zum Duell sahen Schröder in fast allen Punkten als Sieger. Eines der Hauptthemen der Diskussion waren die Visionen zur Gestaltung des Steuerrechts von Paul Kirchhof.
Auch 2005 kam es neben dem TV-Duell zu mehreren Fernsehdebatten.

### Bundestagswahl 2009
Vor der Bundestagswahl am 27. September 2009 kam es am 13. September zu einem Fernsehduell zwischen der Bundeskanzlerin Angela Merkel und dem Vizekanzler Frank-Walter Steinmeier. Das Fernsehduell Merkel gegen Steinmeier wurde ab 20.30 Uhr gleichzeitig auf fünf Sendern (Das Erste, ZDF, RTL und Sat.1 sowie mit Gebärdensprache-Dolmetscher bei Phoenix) live gesendet. Die Fragen stellten Frank Plasberg (Das Erste), Maybrit Illner (ZDF), Peter Kloeppel (RTL) und Peter Limbourg (Sat.1). Das Interesse der Fernsehzuschauer war mit 14,26 Millionen deutlich niedriger als 2005.
Wie schon 2002 und 2005 gab es neben dem TV-Duell weitere Fernsehdiskussionen, so am 14. September 2009 den „TV-Dreikampf“ (analog zum „TV-Duell“) an dem Guido Westerwelle (FDP), Jürgen Trittin (Bündnis 90/Die Grünen) und Oskar Lafontaine (Die Linke) teilnahmen.

### Bundestagswahl 2013
Anlässlich der Bundestagswahl 2013 am 22. September fand am 1. September 2013 von 20:30 Uhr bis 22:00 Uhr das Kanzlerduell zwischen der derzeitigen Amtsträgerin Angela Merkel (CDU) und dem SPD-Kanzlerkandidaten Peer Steinbrück statt.
Die Sendung wurde von Anne Will (Das Erste), Maybrit Illner (ZDF), Peter Kloeppel (RTL) und Stefan Raab (ProSieben) moderiert. Das Duell wurde zeitgleich von vier Sendern live übertragen. Außerdem wurde es wieder parallel bei Phoenix mit einem Gebärdensprache-Dolmetscher ausgestrahlt. Auf allen fünf Sendern zusammengenommen schauten dieses Duell 17,64 Millionen.
Das Fernsehduell unterliegt traditionsgemäß einigen Regeln. Die Debatte im Bundestagswahlkampf 2013 richtete sich dabei nach folgenden Konventionen:
„Steinbrück darf den Schlagabtausch eröffnen (dies wurde ausgelost). Die beiden Kontrahenten werden schräg zueinander positioniert sein, eine direkte Konfrontation ist deshalb kaum möglich. Die Antworten dürfen jeweils nicht länger als 90 Sekunden sein, die Redezeit der beiden wird von den vier Moderatoren überwacht und immer wieder eingeblendet. Am Ende darf der Unterschied in der Gesamtredezeit der beiden nicht größer als 60 Sekunden sein. Den Duellanten wird jeweils dieselbe Frage gestellt, sie dürfen keine Tabellen oder Fotos zeigen. Im Studio wird es kein Publikum geben. Das letzte Wort wird Merkel haben (infolgedessen, dass Steinbrück die erste Frage erhielt).“
Das Fernsehduell wurde 2013 erstmals in HD-Qualität gesendet. Der Ausgang des Duells war nicht eindeutig. Nach einer Umfrage des Instituts infratest dimap für die ARD empfanden 49 Prozent Peer Steinbrück nach Ende des TV-Duells als Sieger. 44 Prozent sahen Merkel vorn. In den Bereichen Angriffslustigkeit (88 Prozent zu 5 Prozent), Verständlichkeit (44 zu 40) und bessere Argumentation (48 zu 38) lag der SPD-Kandidat vorne. In den Bereichen bessere Fairness (45 zu 13), sympathischerer Auftritt (52 zu 32), Glaubwürdigkeit (45 zu 41) und Kompetenz (47 zu 40) erreichte die Kanzlerin bessere Werte. In der umkämpften Zielgruppe der noch unentschlossenen Wähler punktete dagegen wieder Steinbrück: 52 Prozent fanden ihn besser, 36 Prozent stimmten für Merkel. Von einigen Medien wurde die Veranstaltung als eher langweilig bewertet und daher wurde zum Teil über Nebensächlichkeiten berichtet, wie den Auftritt des in politischen Sendungen nur wenig erfahrenen Moderators Stefan Raab und insbesondere Merkels Halskette, die unter dem Begriff „Deutschlandkette“ durch die Medien ging.
Wie schon 2002, 2005 und 2009 gibt es neben dem TV-Duell weitere Fernsehdebatten, so am 2. September 2013 den „TV-Dreikampf“ (analog zum „TV-Duell“) zwischen Rainer Brüderle (FDP), Jürgen Trittin (Bündnis 90/Die Grünen) und Gregor Gysi (Die Linke).

### Quoten
| Sender, Name der Sendung               | Zuschauer  | Zuschauer       | Zuschauer       | Marktanteil | Marktanteil     | Marktanteil     |
| Sender, Name der Sendung               | Gesamt     | 14 bis 49 Jahre | 14 bis 59 Jahre | Gesamt      | 14 bis 49 Jahre | 14 bis 59 Jahre |
| Das Erste, Das TV-Duell                | 10,11 Mio. | 3,17 Mio.       | 4,73 Mio.       | 29,1 %      | 22,7 %          | 23,5 %          |
| ZDF, Das TV-Duell: Merkel – Steinbrück | 3,71 Mio.  | 0,89 Mio.       | 1,55 Mio.       | 10,7 %      | 6,4 %           | 7,7 %           |
| RTL, Das TV-Duell Folge 2              | 2,22 Mio.  | 1,17 Mio.       | 1,54 Mio.       | 6,4 %       | 8,4 %           | 7,7 %           |
| ProSieben, Das TV-Duell                | 1,51 Mio.  | 1,12 Mio.       | 1,34 Mio.       | 4,3 %       | 8,0 %           | 6,7 %           |
| Phoenix, Das TV-Duell                  | 0,08 Mio.  |                 |                 | 0,2 %       |                 |                 |
| Quoten der fünf Sender zusammen        | 17,64 Mio. |                 |                 | 50,7 %      |                 |                 |

### Bundestagswahl 2017
Am Abend des 3. September 2017, drei Wochen vor der Bundestagswahl am 24. September 2017, fand ein 90-minütiges Fernsehduell zwischen der Bundeskanzlerin Angela Merkel (CDU) und ihrem Herausforderer Martin Schulz (SPD) statt. Das Erste, ZDF, RTL, Sat.1 und Phoenix übertrugen das Duell ab 20:15 Uhr parallel live aus Berlin-Adlershof. Moderatoren der Sendung waren Sandra Maischberger (Das Erste), Maybrit Illner (ZDF), Peter Kloeppel (RTL) und Claus Strunz (Sat.1). Diese wechselten sich mit ihren Fragen ab. Ein zuvor für mehr Spontanität und eine klarere Struktur favorisiertes Konzept der Fernsehsender, wonach sich jeweils zwei Moderatoren-Paare mit Frageblöcken nach 45 Minuten abwechseln, war von Vertretern der Bundeskanzlerin abgelehnt worden. Insgesamt schalteten 16,11 Millionen Zuschauer ein, also knapp anderthalb Millionen Zuschauer weniger als vor vier Jahren. Mit insgesamt mehr als 202.000 Tweets war das Duell das bislang auf Twitter in Deutschland am intensivsten diskutierte Ereignis. Gemäß Berichten von heute+ und Der Spiegel versuchte die rechtsextreme Reconquista Germanica, die Diskussion in den sozialen Netzwerken mit dem Hashtag #Verräterduell zu beeinflussen.
Zuvor hatte Sat.1 am 30. August 2017 ein „Kleines TV-Duell“ mit Spitzenvertretern der Linken (Katja Kipping), Grünen (Katrin Göring-Eckardt), FDP (Christian Lindner) und AfD (Alice Weidel) ausgestrahlt. Die beiden letztgenannten duellierten sich am 4. September 2017 mit Linken (Sahra Wagenknecht), Grünen (Cem Özdemir) und CSU (Joachim Herrmann). Am 21. September 2017 veranstalteten ARD und ZDF eine 90-minütige „Schlussrunde“, an der die Spitzenkandidaten von CSU, Linken, Grünen, FDP und AfD sowie Vertreter der CDU und SPD teilnahmen.

### Formate mit mehr als zwei Hauptpersonen ab der Bundestagswahl 2021
Weil zur Bundestagswahl 2021 drei Kanzlerkandidaten antraten, deren Parteien gemäß bisheriger Wahlergebnisse und den Umfragen eine hinreichende Chance auf Einzug in den Bundestag hatten, fanden nach dem Prinzip der „abgestuften Chancengleichheit“ in den Fernsehsendern sogenannte Trielle statt. Gäste waren die Spitzenkandidaten Armin Laschet (CDU/CSU), Annalena Baerbock (Grüne) und Olaf Scholz (SPD). Das erste Triell fand am 20. Mai 2021 zwischen 14:00 Uhr und 15:15 Uhr im Rahmen des WDR-Europaforums statt. Übertragen wurde es im WDR Fernsehen, bei phoenix und im Livestream auf der Website des WDR-Europaforums. Die Moderation übernahm Ellen Ehni, Chefredakteurin des WDR-Fernsehens. Titel des Triells war: „Weiter so? Alles ganz anders? Irgendwas dazwischen? Die europapolitischen Vorstellungen der drei Kanzlerkandidaten“. Es wurde auch auf YouTube ausgestrahlt. Am 29. August 2021 um 20:15 Uhr fand das zweite Triell bei RTL und bei n-tv (beide RTL-Gruppe) unter Moderation von Pinar Atalay und Peter Kloeppel statt. Am 12. September wurde auf ARD und ZDF das dritte Triell Das Triell – Dreikampf ums Kanzleramt unter Moderation von Maybrit Illner und Oliver Köhr ausgetragen, am 19. September das vierte Triell (Das TV-Triell) auf den Sendern ProSieben, Sat.1 und Kabel eins unter Moderation von Linda Zervakis und Claudia von Brauchitsch. Am 23. September 2021 folgte als Abschluss eine Schlussrunde der Spitzenkandidaten aller Bundestagsparteien, wobei Armin Laschet beide Unionsparteien vertrat.

### Einschaltquoten bei der Bundestagswahl 2021
| Sendung | Datum         | Sender       | Zuschauer | Zuschauer       | Marktanteil | Marktanteil     | Quelle               |
| Sendung | Datum         | Sender       | Gesamt    | 14 bis 49 Jahre | Gesamt      | 14 bis 49 Jahre | Quelle               |
| ------- | ------------- | ------------ | --------- | --------------- | ----------- | --------------- | -------------------- |
| 1       | 20. Mai 2021  | WDR          |           |                 |             |                 |                      |
| 1       | 20. Mai 2021  | phoenix      |           |                 |             |                 |                      |
| 2       | 29. Aug. 2021 | RTL          | 5,05 Mio. | 2,18 Mio.       | 16,4 %      | 25,9 %          | [ 35 ] [ 36 ]        |
| 2       | 29. Aug. 2021 | n-tv         | 0,55 Mio. |                 | 1,8 %       | 2 %             | [ 36 ] [ 37 ]        |
| 3       | 12. Sep. 2021 | Das Erste    | 7,36 Mio. | 2,64 Mio.       | 24,2 %      | 29,3 %          | [ 38 ] [ 39 ] [ 40 ] |
| 3       | 12. Sep. 2021 | ZDF          | 3,51 Mio. | 0,95 Mio.       | 11,5 %      | 10,5 %          | [ 38 ] [ 39 ] [ 40 ] |
| 3       | 12. Sep. 2021 | phoenix      | 0,13 Mio. |                 | 0,4 %       |                 | [ 39 ] [ 40 ]        |
| 3       | 12. Sep. 2021 | tagesschau24 | 0,13 Mio. |                 | 0,4 %       |                 | [ 40 ]               |
| 4       | 19. Sep. 2021 | Sat.1        | 2,22 Mio. | 1,15 Mio.       | 7,0 %       | 12,9 %          | [ 41 ] [ 42 ]        |
| 4       | 19. Sep. 2021 | ProSieben    | 1,20 Mio. | 0,77 Mio.       | 3,8 %       | 8,6 %           | [ 41 ] [ 42 ]        |
| 4       | 19. Sep. 2021 | kabel eins   | 0,65 Mio. | 0,32 Mio.       | 2,1 %       | 3,6 %           | [ 41 ] [ 42 ]        |

### Bundestagswahl 2025
Im Vorfeld der Bundestagswahl 2025 fanden mehrere Fernseh-Duelle mit Spitzenkandidaten der Parteien statt. Den Auftakt machte das TV-Duell zwischen Olaf Scholz (SPD) und Friedrich Merz (CDU) am 9. Februar 2025 in ARD und ZDF. Es moderierten Sandra Maischberger und Maybrit Illner.

### Weitere Fernsehduelle in Deutschland
In Deutschland fanden in Landtagswahlkämpfen unter anderem folgende Fernsehduelle statt:
- Vor der Landtagswahl in Brandenburg 2004 eine Fernsehdebatte zwischen dem Amtsinhaber Matthias Platzeck (SPD) und seinen Herausforderern Dagmar Enkelmann (PDS) und Jörg Schönbohm (CDU). Sie wurde im RBB ausgestrahlt.
- Vor der Landtagswahl in Schleswig-Holstein 2005 fand ein Fernsehduell zwischen Ministerpräsidentin Heide Simonis (SPD) und ihrem Herausforderer von der CDU, Peter Harry Carstensen, statt.
- Vor der Landtagswahl in Nordrhein-Westfalen 2005 trat Ministerpräsident Peer Steinbrück (SPD) gegen seinen Herausforderer Jürgen Rüttgers (CDU) an.
- Vor der Wahl zum Abgeordnetenhaus von Berlin am 17. September 2006 fand im RBB ein TV-Duell zwischen dem Regierenden Bürgermeister Klaus Wowereit (SPD) und seinem Herausforderer Friedbert Pflüger (CDU) statt.
- Ebenso kam es vor der Landtagswahl in Mecklenburg-Vorpommern 2006 zu einer Auseinandersetzung zwischen Ministerpräsident Harald Ringstorff (SPD) und seinem Kontrahenten Jürgen Seidel (CDU) im NDR.
- Eine Woche vor der Landtagswahl in Hessen 2008 fand ein Fernsehduell zwischen Roland Koch (CDU) und der Herausforderin Andrea Ypsilanti (SPD) statt.
- Sein drittes Fernsehduell absolvierte Christian Wulff (CDU) vor der Landtagswahl 2008. Nach den Duellen gegen Gerhard Schröder (1998) und Sigmar Gabriel (2003) trat er am 23. Januar 2008 gegen Wolfgang Jüttner (SPD) an.
- Vor der Bürgerschaftswahl in Hamburg 2008 fand am 17. Februar 2008 ein vom NDR übertragenes Fernsehduell zwischen Bürgermeister Ole von Beust (CDU) und seinem Herausforderer Michael Naumann (SPD) statt. Naumann hatte dabei bei seinem Schlusswort einen Aussetzer.[45]
- Außerdem fand vor der Landtagswahl in Bayern 2008 ein Fernsehduell zwischen dem Ministerpräsidenten Günther Beckstein (CSU) und seinem Herausforderer Franz Maget (SPD) statt.[46]
- Vor der Landtagswahl in Schleswig-Holstein 2009 fanden ein Fernsehduelle zwischen Ministerpräsident Peter Harry Carstensen (CDU) und seinem Herausforderer von der SPD Ralf Stegner statt.
- Vor der Landtagswahl in Baden-Württemberg 2011 fand ein Fernsehduell zwischen dem Ministerpräsidenten Stefan Mappus (CDU) und seinem Herausforderer Nils Schmid (SPD) statt. Laut Veranstalter SWR orientierte sich die Auswahl an den Wahlergebnissen der Vorperiode. Nicht eingeladen war der in Umfragen führende Winfried Kretschmann (GRÜNE), der letztendlich zum Ministerpräsidenten gewählt wurde.
- Im Vorfeld der Landtagswahl in Rheinland-Pfalz 2011 kam es am 16. März 2011 zum TV-Duell. Amtsinhaber Kurt Beck (SPD) stellte sich im SWR Fernsehen der Herausforderin Julia Klöckner (CDU).
- Vor der Wahl zum Abgeordnetenhaus von Berlin 2011 am 6. September 2011 fand im RBB ein TV-Duell zwischen dem Regierenden Bürgermeister Klaus Wowereit (SPD) und seinem CDU-Herausforderer Frank Henkel statt. Ein zweites Duell fand am 8. September 2011 zwischen Klaus Wowereit und seiner Grünen-Herausforderin Renate Künast statt.
- Vor der Landtagswahl in Nordrhein-Westfalen 2012 fand am 30. April 2012 im WDR ein Fernsehduell zwischen Ministerpräsidentin Hannelore Kraft (SPD) und Herausforderer Norbert Röttgen (CDU) statt.[47]
- Im Vorfeld der Landtagswahl in Schleswig-Holstein 2012 fand am 2. Mai 2012 im NDR Fernsehen ein Fernsehduell zwischen Jost de Jager (CDU) und Torsten Albig (SPD) statt, das laut Angaben des NDR allein in Schleswig-Holstein von etwa 80.000 Zuschauern verfolgt wurde.[48] Am gleichen Tag fand auch eine Debatte mit den Spitzenkandidaten der kleineren im Landtag vertretenen Parteien, Wolfgang Kubicki (FDP), Robert Habeck (GRÜNE), Anke Spoorendonk (SSW) und Antje Jansen (Die Linke) statt.[49]
- Im Vorfeld der Landtagswahl in Niedersachsen 2013 trafen sich am 10. Januar 2013 Ministerpräsident David McAllister (CDU) und sein Herausforderer Stephan Weil (SPD) zum TV-Duell im NDR.[50] Einen Tag zuvor gab es eine Debatte zwischen Stefan Birkner (FDP), Stefan Wenzel (Grüne) und Manfred Sohn (Die Linke).[51]
- Elf Tage vor der Landtagswahl in Bayern 2013 übertrug der Bayerische Rundfunk in seinen Fernseh- und Rundfunkprogrammen eine Debatte der beiden Spitzenkandidaten Horst Seehofer (CSU) und Christian Ude (SPD). Moderiert wurde das Duell von Sigmund Gottlieb.[52] Er moderierte auch einen Tag später den Dreikampf der Spitzenkandidaten von FDP, GRÜNE und Freie Wähler, Martin Zeil, Margarete Bause und Hubert Aiwanger[53].
- Zehn Tage vor der Landtagswahl in Nordrhein-Westfalen am 14. Mai 2017 fand eine TV-Debatte der sieben Spitzenkandidaten statt.[54]
- Bereits knapp fünf Monate vor der Landtagswahl in Thüringen 2024 fand am 11. April 2024 ein Fernsehduell zwischen dem CDU-Spitzenkandidaten Mario Voigt und dem AfD-Politiker Björn Höcke im Sender Welt statt. Dies war das erste Mal, dass ein hochrangiger Vertreter der etablierten Parteien mit dem Rechtsextremisten Höcke in dieser Form in der Öffentlichkeit diskutierte. Die Berliner Zeitung bezeichnete den Schlagabtausch als „Quantensprung“ in der deutschen Debattenkultur.[55]

## Fernsehdebatten in anderen Ländern
Fernsehdebatten in Wahlkämpfen gibt es nicht nur in den Vereinigten Staaten, sondern mittlerweile in vielen Staaten. Die Debatten-Formate in einigen Ländern orientieren sich am US-amerikanischen Vorbild: oft treten nur die Kandidaten der beiden größten Parteien gegeneinander an (in Europa beispielsweise in Frankreich und Spanien). Die Ausgestaltung der Regeln unterscheidet sich im Detail allerdings erheblich von den amerikanischen Formaten. In vielen anderen Ländern nehmen die Kandidaten aller im Parlament vertretenen Parteien teil. Das sind folglich keine Duelle, sondern in der Regel größere Runden, in denen die Teilnehmer miteinander diskutieren. Beispiele hierfür sind Australien, Kanada oder die Schweiz, wo es ebenfalls eine Reihe unterschiedlicher Formate gibt.

### Österreich

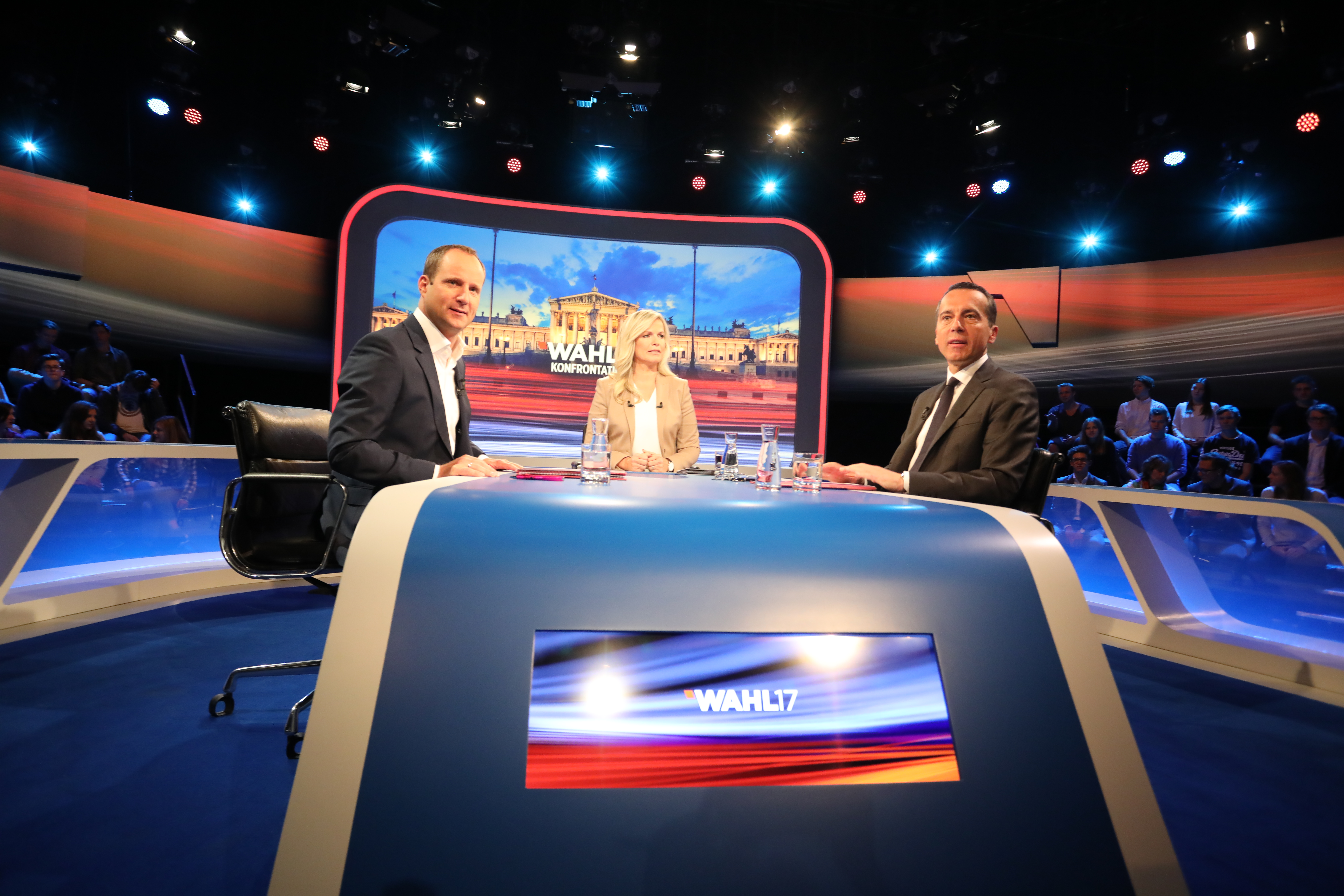
TV-Konfrontation zwischen Matthias Strolz (Neos) und Christian Kern (SPÖ)

In Österreich nennt sich dieser Sendungstyp „TV-Konfrontation“. Die erste dieser Art gab es bereits 1970 zwischen Bundeskanzler Josef Klaus (ÖVP) und dem Spitzenkandidaten der SPÖ Bruno Kreisky. Es erreichte jedoch so wenige Zuseher, dass heute das Duell zwischen Kreisky und ÖVP-Herausforderer Josef Taus 1975 als Ur-Duell gilt. Es verlief ohne Moderator, ohne Regeln und somit anders als die Presidential Debates in den USA, von denen das Format übernommen worden war. Kreisky galt als eindeutiger Sieger des Duells.
Heute wird bei Nationalratswahlen eine ganze Sendereihe mit diesem Titel ausgestrahlt, wobei jeweils zwei der Spitzenkandidaten sämtlicher im Nationalrat vertretenen Parteien sich gegenüberstehen. Als Abschluss gibt es wenige Tage vor der Wahl eine Diskussionsrunde, an der alle Kandidaten teilnehmen. Eine solche Runde wird seit 2006 – in Übernahme aus Deutschland – als „Elefantenrunde“ bezeichnet. Im Rahmen der Wahlen 2008 wurden erstmals auch die Spitzenkandidaten aller anderen bundesweit antretenden Parteien zu einer solchen Konfrontation eingeladen, die aber „unter sich“ blieben und nicht den Vertretern der Parlamentsparteien gegenübergestellt wurden – diese Konfrontationssendung ist auch unter „Ameisenrunde“ bekannt.
TV-Konfrontationen gibt es auch im Rahmen der Wahlen zum österreichischen Bundespräsidenten sowie zu den Landtagswahlen in den österreichischen Bundesländern.

### Großbritannien
In Großbritannien wurde 2010 erstmals eine Fernsehdebatte im Vorfeld zur britischen Unterhauswahl durchgeführt, in der Themen einer repräsentativen Zuschauergruppe vorgegeben, aber Nachfragen sowie Beifallskundgebungen verboten wurden. Teilnehmer waren Gordon Brown (Labour), David Cameron (Conservatives) und Nick Clegg (LibDems).
Der britische Premierminister Sunak und der Oppositionsführer Starmer hatten am 4. Juni 2024 anlässlich der vorgezogenen Unterhauswahl am 4. Juli 2024 ein TV-Duell.

### Frankreich
- Am 10. Mai 1974 debattierten die beiden Kandidaten (in der Stichwahl) um das Amt des französischen Staatspräsidenten – François Mitterrand und Valéry Giscard d’Estaing – erstmals in einer Radiosendung. Damals wurde dieser für sieben Jahre gewählt.[58]
- Vor der Wahl 1981 kam es, wiederum zwischen den beiden, zu einem Duell am 5. Mai.
- Vor der Wahl 1988 kam am 28. April zu einem Abtausch zwischen Mitterrand und Jacques Chirac.
- Am 2. Mai 1995 diskutierten Chirac und Lionel Jospin (Chirac gewann die Wahl).
- 2002 kam Jean-Marie Le Pen überraschend in die Stichwahl; Chirac weigerte sich, mit ihm zu diskutieren (und gewann die Wahl).
- Am 2. Mai 2007 diskutierten Ségolène Royal und Nicolas Sarkozy. Zuvor hatten am 28. April Royal und der Drittplatzierte (François Bayrou) diskutiert. Sarkozy gewann die Wahl (und laut Umfragen zuvor das Duell).
- Am 2. Mai 2012 diskutierten François Hollande und Sarkozy (Hollande gewann die Wahl).
- Am 20. März 2017 diskutierten die Präsidentschaftskandidaten François Fillon, Emmanuel Macron, Jean-Luc Mélenchon, Marine Le Pen und Benoît Hamon. Es wurden nicht nur die beiden in Umfragen führenden Kandidaten eingeladen, sondern alle, denen man zutraute, im ersten Wahlgang die Stichwahl erreichen zu können.[59] Am 4. April 2017 nahmen erstmals alle elf Kandidaten an einer TV-Debatte teil.[60][61]
- am Abend des 20. April 2017 wurde eine Wahlkampfsendung in einem neuen Format (ohne Debatte zwischen den Kandidaten) gesendet: zunächst wurde jeder der elf Kandidaten je 15 Minuten interviewt; danach hatte jeder der Kandidaten (live) zweieinhalb Minuten Zeit für ein zusammenfassendes Statement.[62]
- Am Abend des 3. Mai 2017 sendeten France 2 und TF1 eine Diskussion zwischen Macron und Le Pen, zwischen denen am 7. Mai die Stichwahl der Präsidentschaftswahl stattfand.[63][64]

## Wissenschaftliche Untersuchung
Fernsehduelle werden in den USA seit langem untersucht. In Deutschland hat die wissenschaftliche Untersuchung mit dem ersten TV-Duell auf Bundesebene 2002 begonnen.
Im Anschluss an die TV-Duelle fanden jeweils Befragungen im Nachhinein, im Auftrag der übertragenden Fernsehanstalten, statt, in denen Zuschauer per Telefon nach ihren Meinungen und Ansichten nach vorgefertigten Fragenkatalogen befragt wurden. Eine Präsentation und Interpretation dieser Ergebnisse bereits kurz nach den Duellen kann zu einer Verzerrung der Zuschauermeinung führen, da sich diese in ihrer Meinung durch die Umfragen beeinflussen lassen.
Alle derzeit in Deutschland durchgeführten Studien zum Fernsehduell Merkel-Steinmeier haben gemeinsam, dass sie die Wahrnehmung und Bewertung der Politiker in Echtzeit messen. RTR ist eine Methode zur Messung der Wahrnehmung durch die Zuschauer. Eine Studie zu den deutschen Fernsehduellen seit 2002 fragte, wie man politische Medienwirkung im Moment der Kommunikation („real-time“) messen könne. Eine Methode (Real-Time-Response-Messung, kurz RTR) soll die Wahrnehmung und Einschätzung des Rezipienten zum Verlauf des Duells schon währenddessen über Eingabegeräte der Probanden messen und erkennen lassen, was den Wähler wirklich beeinflusst. Ergebnis: Zuschauer schätzten besonders allgemeingültige Aussagen und was ein Großteil des Publikums nachweislich hören wollte. Angriffe auf den politischen Gegner und die Benennung von Fakten und Wahrheiten durch Politiker nahmen sie prinzipiell als besonders negativ wahr. Allerdings geschieht dies bei Zuschauern, die gegen Bezahlung die Sendung nicht zu Hause, sondern in der Regel in einem universitären Hörsaal verfolgen.
Eine aktuelle Publikation aus diesen Studien zeigt dabei, dass die Wirkungen visueller Elemente in TV-Duellen offenbar stark überschätzt werden. Dies steht im Gegensatz zum auch in den Medien immer wieder kolportierten Mythos der Überlegenheit der Bilder in TV-Duellen (Nixon-Kennedy-Mythos).

## Kritik
Der Kommunikationswissenschaftler Wolfgang Donsbach wiederholte im Deutschlandfunk seine bereits früher geäußerte Kritik, wonach das Format des TV-Duells nicht zum deutschen politischen System passe. Das Duell fördere die Personalisierung der Politik, indem sich alles auf die beiden Spitzenkandidaten konzentriere. Außerdem werde so getan, als gebe es nur zwei Parteien. Anders als in den USA, wo es ein präsidiales System gibt, fielen hier alle anderen Parteien unter den Tisch. Er bezweifelte zudem, dass durch solche Diskussionen der Ausgang der Wahl bestimmt werde. Das Format fördere die Entpolitisierung insofern, als viele Zuschauer ihr Urteil über die politischen Standpunkte der Parteien auf die äußerliche Darstellung der beiden Diskutanten und auf deren Auftreten in der Fernsehsendung stützten. Etliche Zuschauer revidierten außerdem ihre eigene unbefangene Meinung über den anerkannten Ausgang derartiger „Duelle“ noch nachträglich aufgrund der Berichte über die Fernsehsendung.